# Najsamotniejsza z planet
Najsamotniejsza z planet (ang. The Loneliest Planet) – amerykańsko-niemiecki thriller z 2011 roku w reżyserii Julii Loktev.
Film miał premierę 11 sierpnia 2011 roku podczas Międzynarodowego Festiwalu Filmowego w Locarno.

## Opis fabuły
Alex (Gael García Bernal) i Nica (Hani Furstenberg), amerykańscy trzydziestolatkowie, to zagorzali backpackersi, wierzący w moc przygody. Dlatego planując swoje wyprawy omijają tradycyjne szlaki turystyczne i nudne biura podróży. Kilka miesięcy przed planowanym ślubem, w poszukiwaniu nowych doznań docierają do Gruzji, wynajmują lokalnego przewodnika i udają się na wyprawę w góry Kaukazu. Pierwsze dni mijają w atmosferze beztroski i wesołych rozmów w cieniu zapierających dech krajobrazów. Okazuje się jednak, że w dzikich górach nie są sami, a chwilowy akt tchórzostwa Alexa sprawia, że relacja między zakochanymi już nigdy nie będzie taka sama.

## Obsada
- Gael García Bernal jako Alex
- Hani Furstenberg jako Nica
- Bidzina Gudjabidze jako Dato